# Stockholm Open 2016
Stockholm Open 2016 — тенісний турнір, що проходив на кортах з твердим покриттям у місті Стокгольм, Швеція з 17 жовтня. Належав до категорії ATP World Tour 250.

## Фінальна частина

### Одиночний розряд
Хуан Мартін дель Потро —  Джек Сок 7–5, 6–1

### Парний розряд
Еліяс Імер /  Мікаель Імер —  Мате Павич /  Майкл Вінус 6–1, 6–1